# Emunot ve-Deot
Emunot ve-Deot (escrito en el año 933) (en hebreo: ספר האמונות והדעות) (transliterado: Séfer ha-Emunot ve-ha-Deot) es el nombre de un texto de la filosofía del judaísmo escrito por Saadia Gaon, considerado uno de los primeros intentos de racionalizar la fe judía.
El Gaón estaba influido por la escuela del mutazilismo, su autor intentó poner por escrito las tradiciones orales del judaísmo rabínico, haciendo énfasis en su compatibilidad con la razón. Considera que el conocimiento puede provenir de los sentidos, de la reflexión o de la revelación, y que los frutos de las diferentes fuentes llevan a una única verdad. Refuta autores grecolatinos, tradiciones religiosas diferentes y creencias populares de la zona egipcia que han propagado ideas contrarias a la fe judía. 

## Ideas fundamentales
El mundo ha sido creado ex nihilo por Dios, en contra de otras teorías que son refutadas como falsas, incluidas las que provienen de la filosofía clásica. Este Dios es único y se revela ocasionalmente a los mortales, como con los Diez mandamientos, una regla de cómo estos deben comportarse en el mundo terrenal. Según esta conducta, el hombre se divide en diez escalones de gracia o de piedad, que llevan a la salvación del alma, totalmente diferente del cuerpo material.